# Pietro Abbà Cornaglia
Pietro Abbà Cornaglia (Alessandria, 20 maart 1851 - aldaar, 2 mei 1894) was een Italiaans organist, concertpianist en componist.

## Biografie
Corgnaglia studeerde muziek bij zijn stiefvader Pietro Cornaglia en ging vervolgens van 1868 tot 1871 naar het conservatorium van Milaan. Hij kreeg les van Antonio Angeleri en Lauro Rossi.
Na zijn studie trok hij eerst het land door als concertpianist en kreeg vervolgens in 1880 een aanstelling tot organist in de kathedraal van Alessandria. Hier bleef hij aan tot zijn dood in 1894. Ondertussen vestigde hij daar een muziekschool en dirigeerde hij het orkest van de kathedraal.
Hij componeerde talrijke werken voor piano, orgel en als kamermuziek. Verder schreef hij drie opera's, Isabella Spinola (1877), Maria di Warden (1884) en Una partita a scacchi (1892), die geen van alle succes kenden, en twee boeken.
In zijn geboorteplaats staat het Museum Pietro Abbà-Cornaglia dat aan hem is gewijd.

## Werk (selectie)

### Opera's
- 1877: Isabella Spinola
- 1884 : Maria di Warden
- 1892: Una partita a scacchi

### Boeken
- 1880: Sulla introduzione del canto popolare in tutte le masse di comunità, e specialmente nella scuola
- 1881: Impressioni d'un viaggio in Germania

- Biblioteca Nacional de España: XX4755516
- Gemeinsame Normdatei: 120686341
- International Standard Name Identifier: 0000 0001 2017 7047
- Library of Congress Control Number: nb2007020524
- Istituto Centrale per il Catalogo Unico: LO1V206204
- Virtual International Authority File: 36446639
- WorldCat: E39PBJm4RTWYrYmkwQ3PgPPvpP